# Mesokosmos
Als Mesokosmos (von altgriechisch "μέσος": Mitte; κόσμος: Welt, Ordnung) wird in der Philosophie der Gegenstandsbereich für den Menschen anschaulich erfassbarer Objekte bezeichnet. Dieser wird als Zwischenbereich zwischen Mikrokosmos und Makrokosmos aufgefasst.
Verwandt ist dieser Ansatz mit dem triadischen Denken, das die menschliche Kultur als eigene dritte Welt oder auch als „Mittelwelt“ begreift.

## Verwendung in der Evolutionären Erkenntnistheorie
Das Konzept des Mesokosmos ist ein zentraler Begriff der Evolutionären Erkenntnistheorie und hängt dort mit einem sozialen Konstruktivismus bezüglich vieler Erfahrungsgegenstände zusammen. Ideengeber ist insbesondere Konrad Lorenz, der im Rahmen seiner eigenen ethologischen Forschung und unter Einbeziehung der Erkenntnistheorie Immanuel Kants die Hypothese aufstellte, dass die von Kant für a priori gehaltenen, die Erfahrung strukturierenden Bedingungen stammesgeschichtlich – also evolutionär – entstanden seien.
Als Begriff wurde Mesokosmos allerdings erst 1975 von Gerhard Vollmer gebraucht.

## Verwendung in der Ökologie
In der Ökologie bezeichnet Mesokosmos eine künstlich geschaffene, meist vereinfacht aufgebaute und klar, aber nicht notwendigerweise vollständig abgegrenzte Umwelt, an der Beobachtungen oder experimentelle Untersuchungen vorgenommen werden. Ein Beispiel aus der Ökologie sind mit Bäumen bepflanzte „Sandkasten-Ökosysteme“, mittels derer Daten für Stoffbilanzen gesammelt werden.

## Verwendung in der Kulturphilosophie
Axel Montenbruck sieht im kulturellen Humanum die pragmatische Mittelwelt zwischen den Welten des Sollens und des Seins.